# Formiguères
Formiguères (tiếng Catalunya: Formiguera) là một xã ở tỉnh Pyrénées-Orientales trong vùng Occitanie, phía nam nước Pháp. Xã này nằm ở khu vực có độ cao trung bình 1500 mét trên mực nước biển.